# RG-6
RG-6 hay theo mã GRAU là 6G30 là một loại súng phóng lựu ổ quay bán tự động được phát triển trong khoảng năm 1993 đến năm 1994 bởi TSKIB SOO (một phần của Konstruktorskoe Buro Priborostroeniya (Конструкторское бюро приборостроения)). Loại vũ khí này được phát triển theo yêu cầu có thể bắn nhiều và nhanh để tăng hỏa lực của bộ binh trong môi trường đô thị. RG-6 được chế tạo với số lượng hạn chế từ giữa những năm 1990 và hiện tại nó đã được dùng một cách rộng rãi trong lực lượng quân đội Nga, các lực lượng đặc nhiệm, các lực lượng của bộ nội vụ cũng như các lực lượng trấn áp bạo động.

## Thiết kế
Thiết kế cơ bản của RG-6 chịu ảnh hưởng rất mạnh từ khẩu Milkor MGL của Nam Phi, như việc ổ đạn sử dụng lò xo xoắn để lên đạn tự động và phải lên dây cót sau mỗi lần bắn nhưng cũng có các điểm khác biệt. RG-6 được thiết kế để bắn tất cả các loại lựu đạn không vỏ 40 mm giống như GP-25 và GP-30. Ngoài các loại lựu đạn dành cho quân sự loại súng này cũng có thể bắn các loại lựu đạn ít sát thương như pháo sáng, lựu đạn khói và hơi cay để giúp trấn áp bạo động. Sau khi tháo ổ đạn ra thì các quả đạn sẽ được nạp vào từ phía trước chứ không phải phía sau như các loại lựu đạn có vành. Ổ đạn của RG-6 giống như nhiều nòng GP-25 được xếp cùng với nhau giữ cố định các quả đạn không vành bằng chốt lò xo. Hệ thống bóp cò và điểm hỏa cũng giống như GP-25.
Hệ thống nhắm cơ bản của loại súng này là thước ngắm dạng thang có thể gấp lại khi không cần thiết. Báng súng có thể rút vào kéo ra để tiết kiệm không gian và cuối báng súng có một miếng đệm cao su giúp chống lại độ giật khi bắn.